# Monarquia

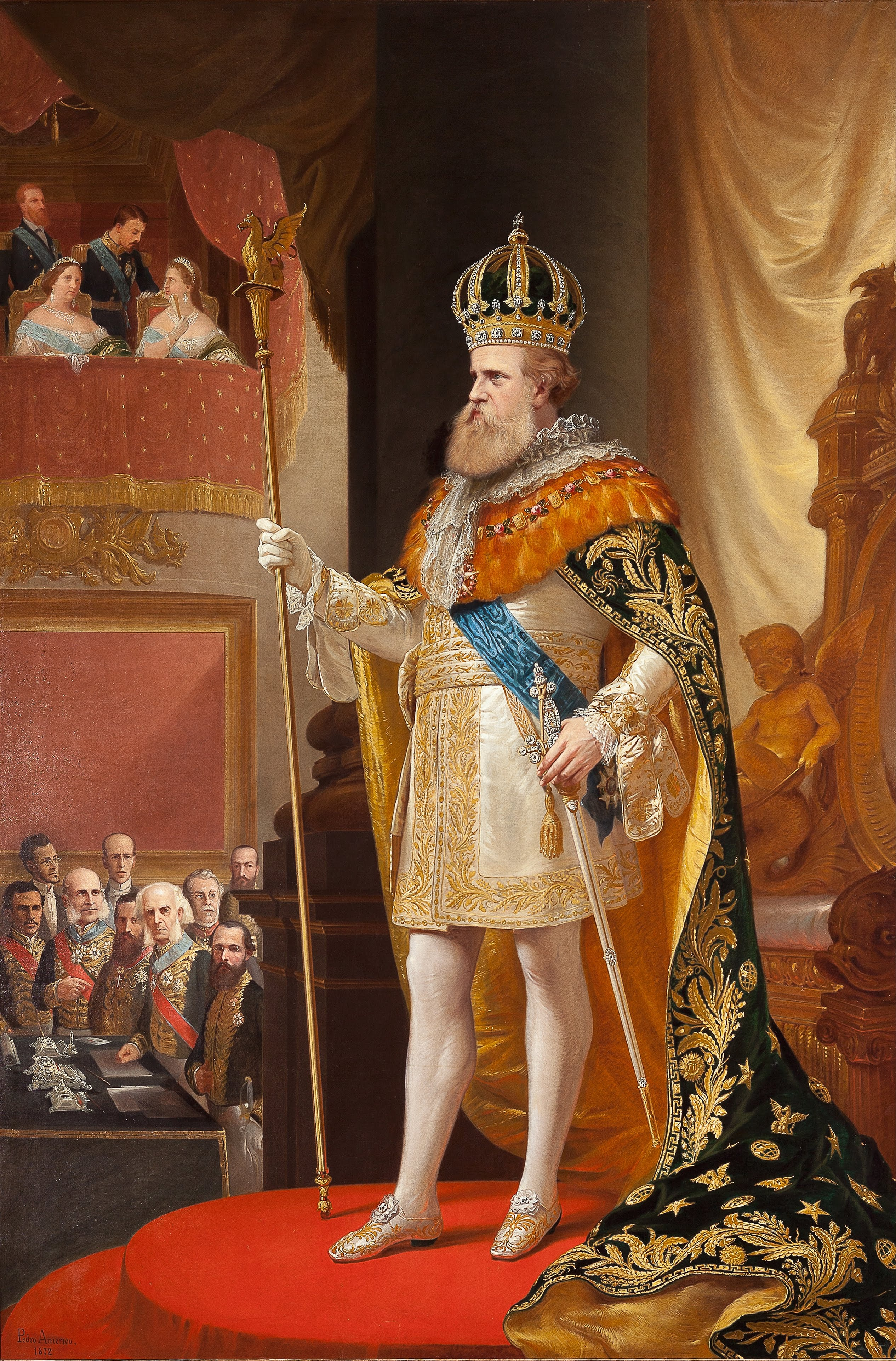
D. Pedro II na abertura da Assembléia Geral (1872), de Pedro Américo.

Monarquia é uma forma de governo em que um monarca (tal como um rei ou imperador) exerce a função de chefe de Estado e mantém-se em tal cargo até a sua morte ou abdicação. Existem três principais formas de monarquia: a absoluta, em que o poder do monarca vai além do de chefe de Estado e é superior ao dos outros órgãos do governo, a constitucional, onde o monarca reina e governa respeitando uma Constituição, e a parlamentar, em que o monarca reina mas não governa, sendo esta a função de um Parlamento, podendo ser meramente cerimonial. A primeira é considerada um regime autoritário, enquanto a segunda e terceira normalmente ocorrem num contexto mais democrático e representa a maior parte das monarquias atuais. Formas de governo que não usam um monarca são denominadas Repúblicas.
A maioria das monarquias é hereditária, mas também existem e existiram monarquias eletivas, tais como a do milenar Sacro Império Romano-Germânico, a República das Duas Nações (república aristocrática, precursora da ideia de monarquia constitucional), e os atuais Vaticano, Andorra, Camboja, Emirados Árabes Unidos, Essuatíni, Kuwait e Malásia. Nas monarquias hereditárias, o monarca é parte de uma família real (ou imperial) e existe uma linha de sucessão de seus descendentes com direito ao trono.
Das 45 monarquias existentes no mundo atualmente, 20 são reinos da Commonwealth e 16 destes reconhecem o monarca do Reino Unido como chefe de Estado, tendo as restantes 4 monarcas próprios. Há no total 29 famílias reais no poder. E ainda 33 são monarquias subnacionais. A maioria são monarquias constitucionais, existindo atualmente apenas, e oficialmente, 5 monarquias absolutas no mundo (Arábia Saudita, Brunei, Essuatíni, Omã, Vaticano), ainda que o Catar, sendo oficialmente uma monarquia constitucional, possua propriedades de absoluta. Uma monarquia pode ser um Estado Federal, por exemplo o Canadá, a Austrália e a Malásia são reinos federais sob a forma de monarquias constitucionais.

## Etimologia
A palavra monarca (do latim: monarcha) vem do grego μονάρχης (monarkhía, de μόνος, "um/singular," e ἀρχων, "líder/chefe"), posteriormente no latim, monarcha, monarchìa, referindo-se a um soberano único. Atualmente a palavra monarquia é geralmente usada para se referir a um sistema hereditário tradicional de governo, sendo que monarquias eletivas são consideradas, no geral, exceções.

## História

Monarquia absoluta
Monarquia Semiconstitucional
Monarquia constitucional
Reinos da Commonwealth (monarquias constitucionais em união pessoal)
Monarquias subnacionais (tradicionais)

Monarquia é uma das mais antigas formas de governo, com ecos na liderança de chefes tribais.
Desde 1800, têm vindo a ser abolidas diversas monarquias, por grande influência das ideias trazidas pela Revolução Francesa e das invasões ocorridas nas Guerras Napoleónicas, e, a maior parte das nações que a mantêm, são monarquias constitucionais. Entre os poucos Estados que mantêm aspetos de monarquia absoluta são a Arábia Saudita, o Brunei, o Catar, Omã, Essuatíni e o Vaticano. O monarca também mantém um poder considerável na Jordânia e em Marrocos. A mais recente nação a abolir a sua monarquia foi o Nepal, que se tornou uma república em 2008.

### África
Faraós governaram o Antigo Egito ao longo de mais de trinta séculos (ca.  3150–31 a.C.) até à altura em que o Egito foi anexado pelo Império Romano. No mesmo período, vários reinos floresceram na região vizinha, a Núbia. O Corno de África, desde o Império de Axum (séculos IV - I a.C.) e, posteriormente, o Império Etíope (1270–1974), foi governado por uma série de monarcas. Hailé Selassié, o último imperador da Etiópia, foi deposto num golpe de Estado. O Império de Canem (ca.  700–1387) estava na África Central. Reinos como o Reino do Congo (1400–1914) existiam no sul da África. Tanto os Califados Árabes quanto o Império Turco-Otomano tiveram territórios ao norte da África, e criaram protetorados com certa autonomia. Tanto a Partilha da África quanto, após a derrocada do Império Turco-Otomano na Primeira Guerra Mundial, a assinatura do Tratado de Sèvres, depois substituído pelo Tratado de Lausana, acabaram com esses territórios.
Com a Partilha de África, vários reinos europeus conquistaram e apoderaram-se de vastos territórios, fazendo deles suas colônias.

### Europa
Dezenas de monarquias existiram na História da Europa. Destacam-se o Sacro Império Romano-Germânico, o Reino da França, o Reino Unido de Grã-Bretanha e Irlanda, o Reino da Prússia, o Reino de Espanha, o Reino de Portugal (tanto Portugal quanto Espanha são precursores da exploração do Novo Mundo), o Império Alemão e o Império Russo. Muitas monarquias foram abolidas: algumas monarquias dissolveram-se originando Estados independentes (Áustria-Hungria), outras foram desmanteladas pela revolução (Império Russo terminou após a Revolução Russa de 1917), e outras foram fundidas numa única coroa (por exemplo, a Coroa de Aragão e a Coroa de Castela fundiram-se dando origem ao Reino de Espanha). A Noruega, ao tornar-se independente da Suécia, em 1905, optou pela monarquia. A Espanha, que já teve duas repúblicas, após o governo franquista, restabeleceu a monarquia ao transitar para a democracia.
Hoje, na Europa, continuam a existir sete reinos, três principados (Liechtenstein e Mónaco, sendo Estados independentes, e Gales, incorporado no Reino Unido), um ducado (Ilhas do Canal, do Ducado da Normandia), um Grão-Ducado (Luxemburgo), e um Estado soberano como cidade-estado (Cidade do Vaticano). Além disso, há o caso peculiar de Andorra (em que o bispo de Urgel e o líder francês, atualmente o Presidente da França são copríncipes).

### Ásia
Na Ásia dezenas de monarquias existiram. No Oriente Médio os Califados que surgiram com Maomé, os reinos instaurados nas Cruzadas, como o Reino de Jerusalém e o Império Otomano merecem destaque. Merecendo também destaque na região mais oriental do continente, o Império Sino-Indiano; o Império Corásmio; o maior Império da história, o Império Mongol e os Dez Reinos que depois formaram o Império Chinês. Na China, "rei" é a tradução para o termo usual Wang (王), nome dado ao soberano antes da Dinastia Qin e durante o período dos Dez Reinos. Durante o início da Dinastia Han, a China tinha um número de pequenos reinos, cada um com o tamanho de um concelho e subordinado ao imperador da China. Na Tailândia, no Camboja, no Butão e no Tibete (apesar de atualmente não ser independente, por fazer parte da República Popular da China, o Dalai Lama é reconhecido como líder de jure) há também monarquias atualmente. Além dela o Japão, é hoje a única monarquia em que o monarca continua a usar o título de Imperador.

### América
As monarquias existiram entre os povos indígenas das Américas, muito antes da colonização europeia.
Os títulos utilizados no Novo Mundo incluíam Cacique (em Hispaníola e Porto Rico) Tlatoani (no Império Asteca), Ajaw (no Império Maia), Inca (no Império Inca), Morubixaba (na antiga língua tupi para designar o "Chefe") e muitos outros.
A época dos Descobrimentos e a colonização europeia trouxe extenso território aos monarcas europeus. Algumas colónias romperam com os seus impérios e declararam independência (como os Estados Unidos na Revolução Americana e as guerras de independência hispano-americanas na América Latina). O Canadá e outras colónias britânicas na América, tornaram-se autónomas, permanecendo sob a monarquia britânica no domínio da Commonwealth britânica ou como territórios ultramarinos até a edição do Estatuto de Westminster, em 1931, fato que unia as ex-colônias ao Reino Unido via Ministério do Exterior. (Veja Confederação Canadense).
Outros Estados monárquicos também emergiram. Agustín de Iturbide declarou-se Imperador do México, em 1822, depois da independência da Nova Espanha. Maximiliano do México governou como imperador mexicano de 1863 a 1867 até ser executado por um Golpe Militar.
Dois membros da Casa de Bragança, Pedro I e Pedro II, governaram o Brasil como imperadores, de 1822 a 1889, separando-se do Império Português, até o Golpe Militar de 15 de Novembro de 1889 que implantou a República do Brasil.
O Haiti também conheceu diferentes períodos monárquicos após sua independência. Jean-Jacques Dessalines intitulou-se imperador e governou o Haiti de 1804 a 1806; foi sucedido por Henri Cristophe, mantido como rei de 1811 a 1820; posteriormente, vieram Faustin-Élie Soulouque, que governou de 1849 a 1859, e Fabre-Nicholas Geffrard, que se manteve no poder de 1859 a 1867.

## Características e papel

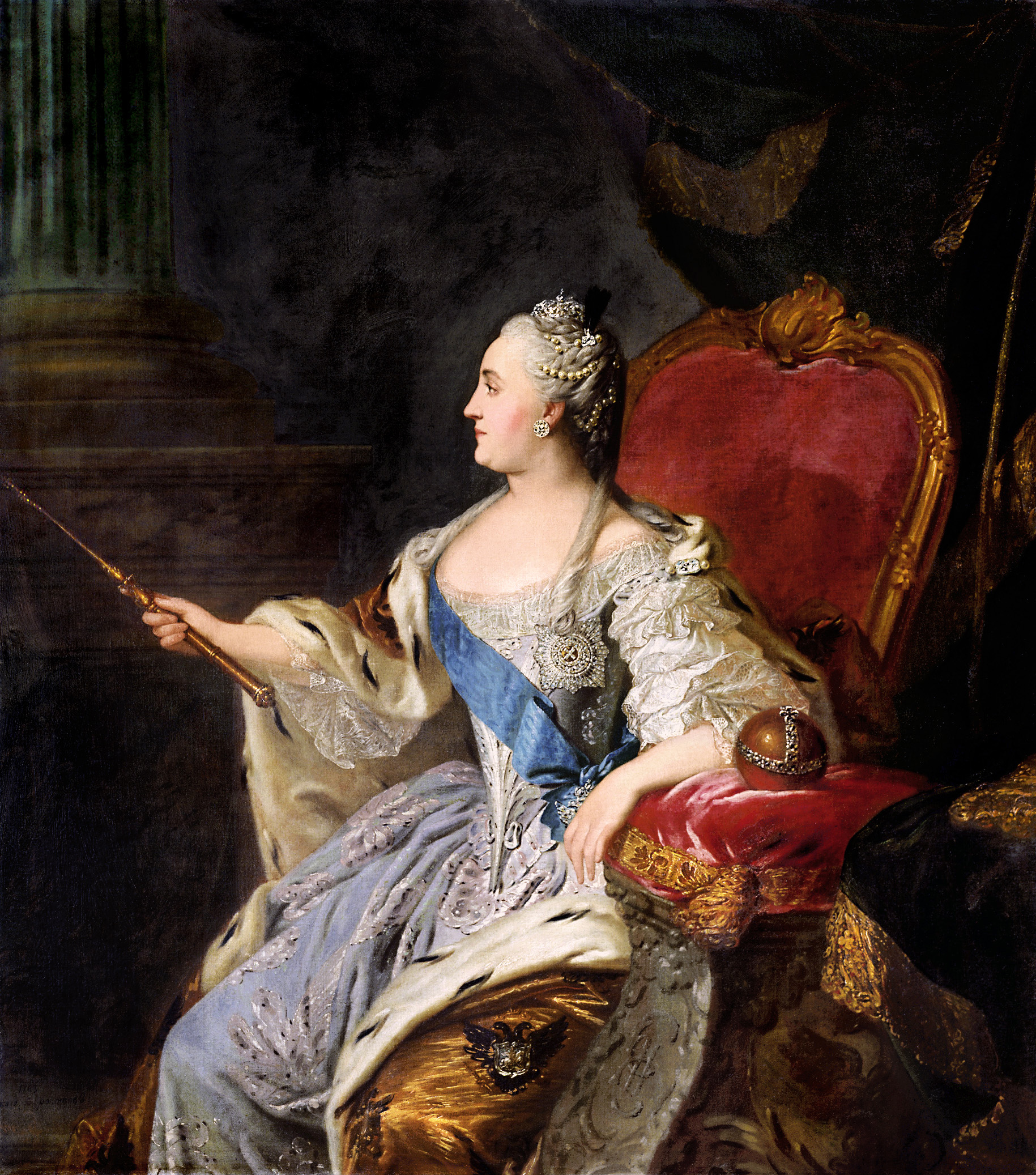
Catarina, a Grande por Fyodor Rokotov

Atualmente, a extensão dos poderes reais do monarca varia:
- Numa monarquia absoluta, o monarca governa como um autocrata, com poder absoluto sobre o Estado e governo – por exemplo, o direito para governar por decreto, promulgar leis, e impor punições. As monarquias absolutas não são necessariamente autoritárias; os absolutistas esclarecidos do Iluminismo(como Frederico o Grande e Catarina, a Grande) eram monarcas que permitiam diversas liberdades e foram conhecidos por grandes eficiência e feitos durante seus reinados.
- Numa monarquia constitucional, o monarca é totalmente uma figura representativa sujeita à Constituição. A soberania reside formalmente e é aplicada em nome da Coroa, mas politicamente reside no povo (eleitorado), representado pelo parlamento ou outra legislatura. Os Monarcas constitucionais possuem pouco poder político real, e são constituídos pela tradição, opinião popular, ou por códigos legais e estatutos. Eles servem como símbolos de continuidade e de Estado e atuam como líderes de opinião, representantes de um país no estrangeiro, e em funções cerimoniais. Ainda assim, muitos monarcas constitucionais, como o Príncipe de Liechtenstein, mantiveram reservas de poderes, à semelhança da maioria dos presidentes da república, cujo poder político real é mínimo, tais como: a prerrogativa para demitir o primeiro-ministro, recusar-se a dissolver o parlamento, negar-se a conceder a permissão real para legislação, efetivamente vetando-a.

Quase todos os Estados possuem um único monarca num determinado momento, apesar de existir casos de monarcas que governaram simultaneamente em alguns países (diarquia), como na antiga cidade-Estado grega de Esparta, assim como casos de soberania conjunta de esposos ou parentes (como Guilherme III e Maria II de Inglaterra, Escócia e Irlanda). Um exemplo atual de diarquia constitucional é Andorra. Um regente também pode governar pelo monarca.

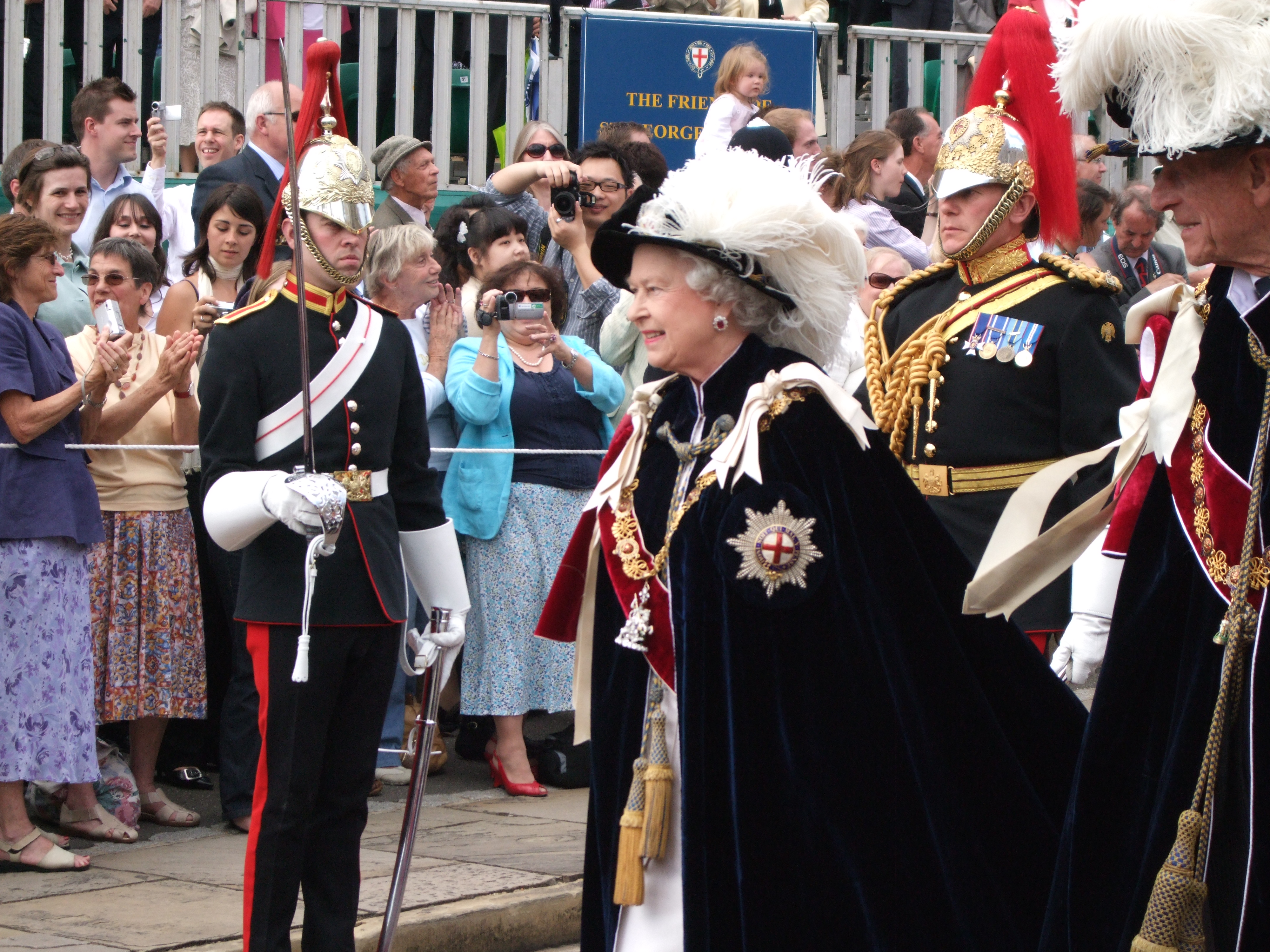
, líder da Igreja Anglicana e Fidei defensor ("Defensora da Fé")

A monarquia, especialmente a monarquia absoluta, é algumas vezes ligada a aspetos religiosos; muitos monarcas já reivindicaram o direito para governar segundo a vontade de Deus ("direito divino dos reis" ou "mandato do Céu"), uma especial ligação com Deus (rei sagrado) ou mesmo uma pretensa encarnação dos próprios deuses (culto imperial, rei divino). Muitos monarcas se intitulam Fidei defensor ("Defensor da Fé"); alguns mantêm cargos oficiais relacionados com a religião de Estado ou com a Igreja estabelecida.
Os monarcas possuem diversos títulos, incluindo os de rei ou rainha, príncipe ou princesa (Príncipe do Mónaco, por exemplo), imperador ou imperatriz (Imperador do Japão), ou mesmo duque ou grão-duque (Grão-Duque de Luxemburgo). Muitos monarcas também são distinguidos por tratamentos, como Sua Majestade, Alteza Real ou Pela Graça de Deus. Os títulos de monarcas soberanos (existem outros, intermediários, mas estes são os mais conhecidos) conforme a tradição ocidental, do mais alto para o mais baixo são:
- Imperador
- Rei
- Príncipe
- Grão-Duque

No Vaticano, o título atribuído ao monarca é Papa. Nos países do Golfo Pérsico e no Brunei são atribuídos títulos de Sultão e Emir. Os títulos intermediários (da nobreza, mas não da família real) são: Duque, Lord, Marquês, e Conde.

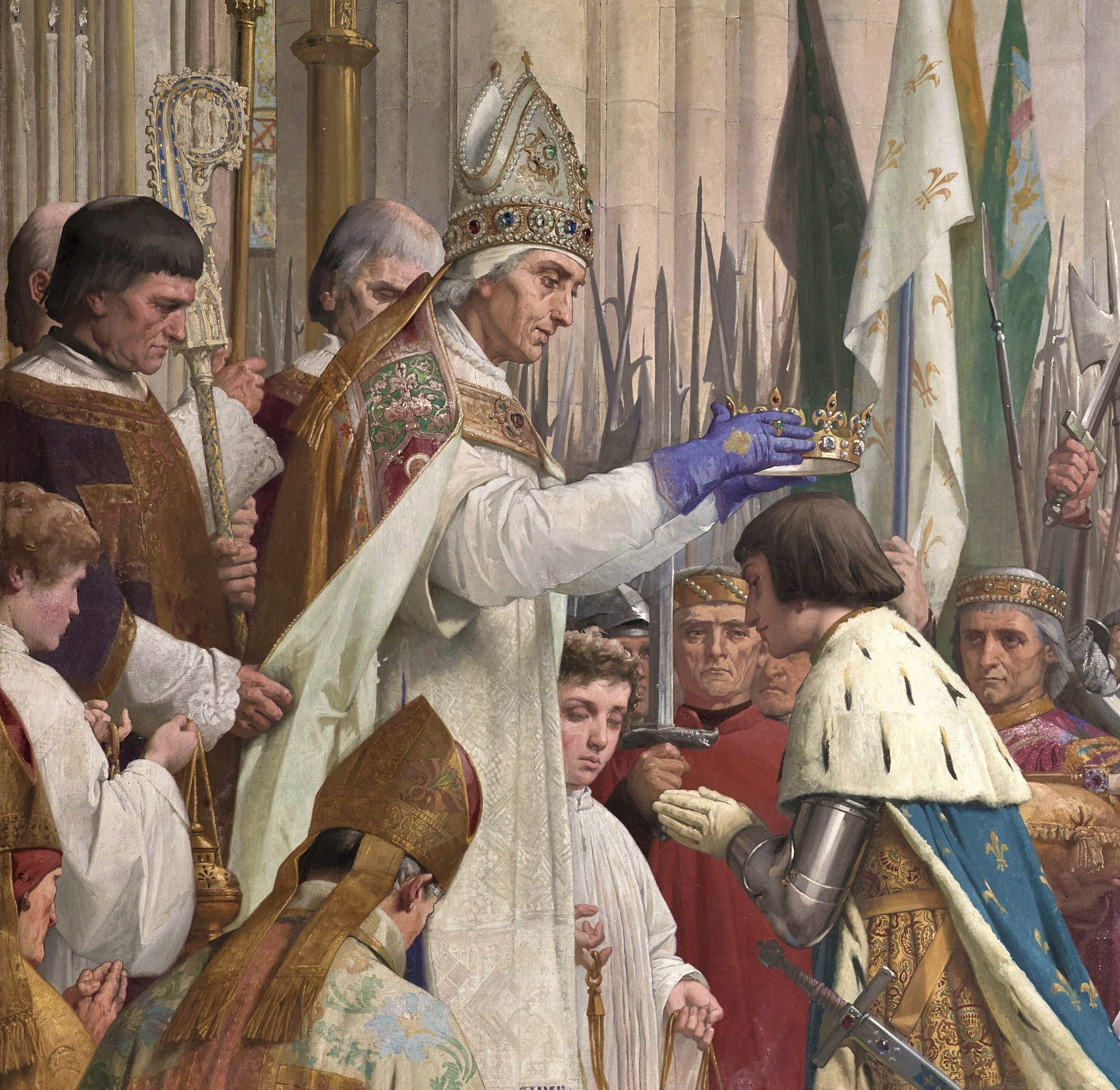
A coroação de Carlos VII de França

Monarcas também fazem parte de certas cerimónias, como a coroação e a aclamação real. A monarquia é associada a um governo político ou sociocultural, onde os monarcas governam por toda a vida (contudo o Yang di-Pertuan Agong da Malásia, que serve um termo de cinco anos, e outros são considerados monarcas apesar de não possuírem posições que perdurem por uma vida inteira) e passam as responsabilidades e o poder da posição para os seus filhos ou família quando falecem garantindo assim a continuidade da nação e salvaguardas das tradições únicas de cada povo. Muitos monarcas, tanto historicamente como atualmente, nasceram e cresceram pertencendo a uma família real, a uma Casa real ou à corte. Os monarcas que cresceram numa família real (quando existente há várias gerações, chamada de dinastia) são quase sempre educados para assumir suas futuras obrigações, servir o seu país e os interesses do seu povo.
As monarquias constitucionais (atualmente 54 das 68 existentes no mundo) consideram irresponsável o facto de haver um Chefe de Estado de uma cor política (como acontece nas repúblicas, nas quais o presidente responde aos interesses do seu partido, antes de o fazer relativamente aos interesses da sua nação). Quando um presidente possui uma cor política e o chefe de governo outra, dá-se um conflito democrático que cria clivagens internas ou desentendimentos que só prejudicam o regular funcionamento das Instituições Democráticas. Nas monarquias Constitucionais a Coroa protege essas Instituições Democráticas e evitam-se os conflitos dado que o monarca não obedece a cores políticas e sim aos interesses da nação. Apesar de não ter nenhuma obrigatoriedade, não é comum um Monarca no geral ter afiliação política.
Diversos sistemas de sucessão têm sido utilizados, tais como proximidade de sangue, primogenitura e parentesco agnático (Lei Sálica). Apesar de tradicionalmente a maior parte dos monarcas terem sido homens, existem diversos casos de mulheres que reinaram na história, que neste caso, são chamadas de rainhas reinantes, enquanto rainha-consorte refere-se à esposa de um rei reinante. Em 2022 existe uma rainha reinante: Rainha Margarida II da Dinamarca.
Há formas de governos que podem ser hereditárias sem serem consideradas monarquias, tais como a de famílias de governos autoritários (como a República Popular Democrática da Coreia ou famílias políticas em muitas democracias.
Algumas monarquias não são hereditárias. Numa monarquia eletiva, o monarca é eleito, mas para todos os efeitos atua como qualquer outro monarca. Exemplos históricos de monarquia eletiva incluem os Sacro Imperadores Romanos (escolhidos por príncipes-eleitores, mas normalmente sendo provenientes da mesma dinastia) e as eleições da chamada democracia dos nobres, da República das Duas Nações. Exemplos modernos incluem o papa da Igreja Católica Apostólica Romana (que governa como Soberano da Cidade-Estado do Vaticano e é eleito para toda a vida pelo Colégio de Cardeais), e o Yang di-Pertuan Agong da Malásia.
As monarquias existiram por todo o mundo, apesar de nos últimos duzentos anos muitos países terem abolido a monarquia e terem-se tornado repúblicas. A defesa das repúblicas é chamada de republicanismo, enquanto a defesa de monarquias é chamada de monarquismo. As principais vantagens das monarquias hereditárias são a imediata continuidade da liderança, com um curto interregno (como visto na frase clássica "O Rei está morto. Longa vida ao Rei!") dado o direito sucessório evitar todo o gasto das campanhas e eleições presidenciais, o facto de uma casa real, por norma, ser muito mais barata de sustentar do que um palácio presidencial (com todos os assessores e máquinas políticas que o mesmo exige), o facto de o príncipe herdeiro ser educado para servir a nação, conhecendo todas as regras e protocolos desde a nascença e sendo educado a conhecer e respeitar a história e tradições do seu país, respondendo aos interesses do povo sem possuir ligações políticas. Segundo o estudo da OCDE de 2008 os países onde há mais Justiça Social na Europa são países monárquicos, A República Portuguesa, nesta lista, ocupa o último lugar. Segundo o mesmo estudo da OCDE dos 10 primeiros países com maior poder económico, 7 são monarquias (Reino Unido, Espanha, Noruega, Dinamarca, Suécia, Países Baixos, Bélgica).
Em alguns casos as monarquias são dependentes de outros poderes (como vassalos, suserania, protetorados, estados fantoches, hegemonia).
Em outros casos o poder do monarca não é limitado devido a restrições constitucionais mas sim à eficácia militar. Nos últimos tempos do Império Romano, a guarda pretoriana depôs várias vezes imperadores e nomeando um novo imperador. Os reis helénicos da Macedónia e do Epiro eram eleitos pelo braço, que foi semelhante, em composição, à ecclesia das democracias, o município de todos os cidadãos livres; o serviço militar era muitas vezes ligado à cidadania, entre os membros do sexo masculino da Casa Real. A dominação militar do monarca ocorreu na Tailândia moderna e no Japão medieval (em que um chefe militar hereditário, o Shogun, era o governante de facto, embora o imperador japonês nominalmente governasse). Na Itália fascista, uma monarquia coexistiu com o partido fascista de Benito Mussolini, tal como aconteceu na Romênia ou na Grécia. A Espanha, chefiada por Francisco Franco, foi oficialmente uma monarquia, embora não houvesse nenhum monarca no trono. Após a sua morte, Franco foi sucedido, como chefe de Estado, pelo herdeiro Bourbon, Juan Carlos I.

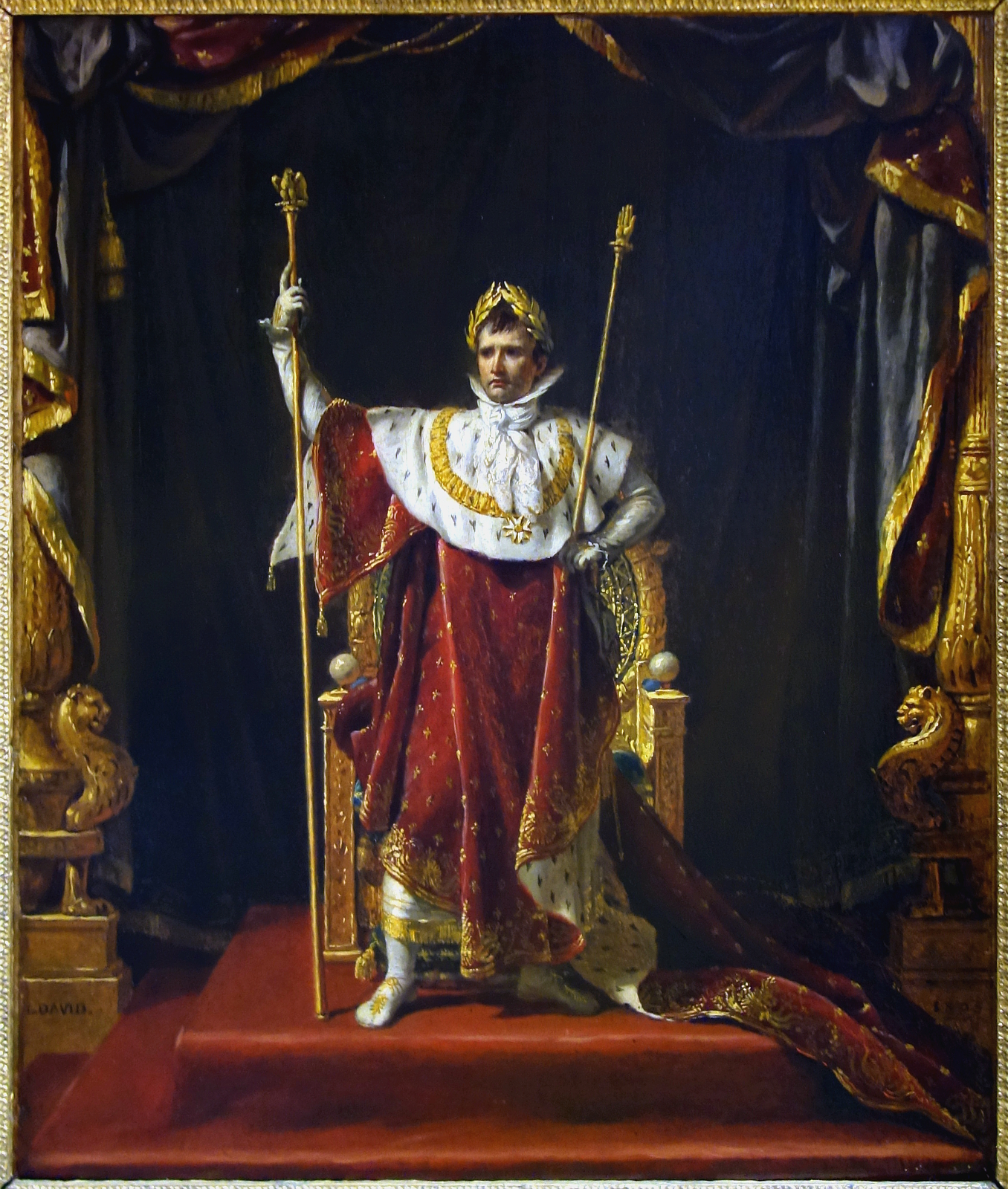
Napoleão I, Imperador dos Franceses por Jacques-Louis David

A monarquia autoproclamada é estabelecida quando uma pessoa se declara um monarca e não tem laços históricos a uma dinastia anterior. Napoleão I da França declarou-se Imperador dos franceses e governou durante o Primeiro Império Francês, depois de previamente se ter autointitulado Primeiro Cônsul após o golpe de poder em 18 de Brumário. Jean-Bédel Bokassa do Império Central Africano declarou-se "Imperador". Yuan Shikai coroou-se imperador durante a curta duração do "Império da China", alguns anos após a fundação da República Popular da China.
Numa união pessoal, a mesma pessoa serve como monarca em distintos Estados independentes.
Às vezes os títulos são usados para expressar pretensões a territórios que não são efectivamente da pessoa (por exemplo, os pretendentes ingleses para o trono francês) ou títulos não reconhecidos (antipapas). Um pretendente é um requerente para um trono já abolido ou ocupado por outra pessoa. Abdicação é quando um monarca se demite.
Únicas ou invulgares situações existem em vários países:
- Na Malásia, o rei federal, chamado de Yang di-Pertuan Agong ("Governante Soberano") é eleito para um mandato de cinco anos entre os governantes hereditários (principalmente sultões) de nove dos estados da federação constitutiva, em toda a península malaia.
- Andorra é o único coprincipado do mundo. Localizada nos Pirenéus entre Espanha e França, tem dois copríncipes: o bispo de Urgel (um bispo-príncipe), pela Espanha e o líder francês, atualmente o presidente da França. É a única situação em que um país independente tem um monarca eleito democraticamente pelos cidadãos de outro país.

## Monarquia e direito

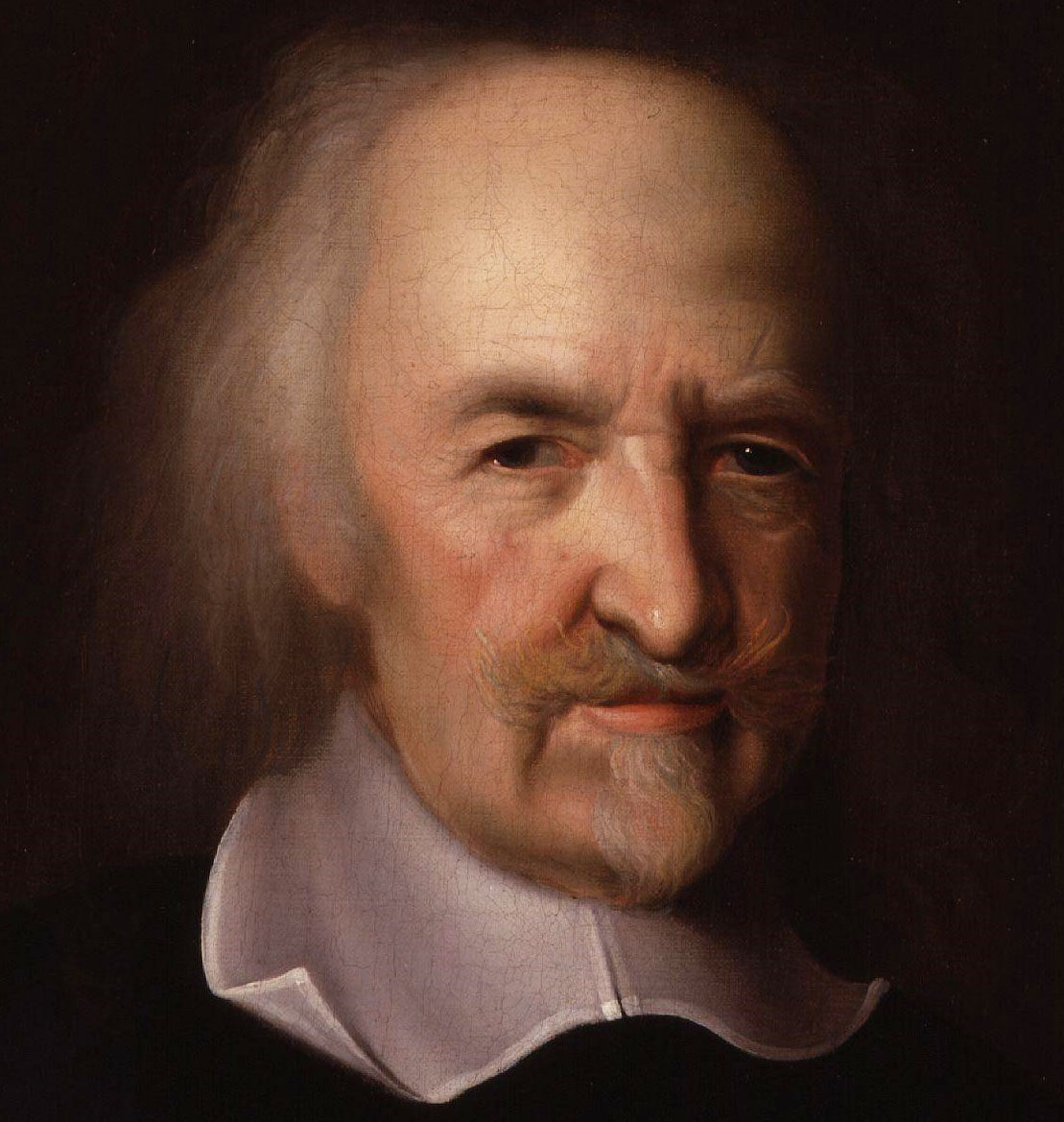
Thomas Hobbes, filósofo do contratualismo (ou do contrato social), defensor da autoridade centralizada e uma forma de postular a origem legítima dos governos e, portanto, das obrigações políticas dos governados ou sú(b)ditos

A verdadeira monarquia foi frequentemente oposta à tirania que é um poder de forma monárquica, mas não fundamentado no direito. A soberania do monarca deve ser limitada por um conjunto normativo que a distingue do despotismo: seja as leis de Deus, seja as regras de justiça natural, seja as leis fundamentais do Estado.
A monarquia não é assim o governo de um só; ela supõe o respeito de normas superiores ou levar em conta o interesse geral, o bem comum. Não somente as atribuições dos monarcas, mas também a sua sucessão, obedecem a normas.
A monarquia pode ser eletiva ou hereditária. Na monarquia hereditária, o monarca é chefe de Estado por nascimento e durante o tempo de sua vida. A história e a tradição desempenham um grande papel na legitimidade das monarquias em vigor. Um dos princípios antigos da legitimidade que fundamentavam uma monarquia hereditária é o direito divino, a ideia de que Deus escolhe a pessoa do rei pela regra da sucessão.

### Sucessão

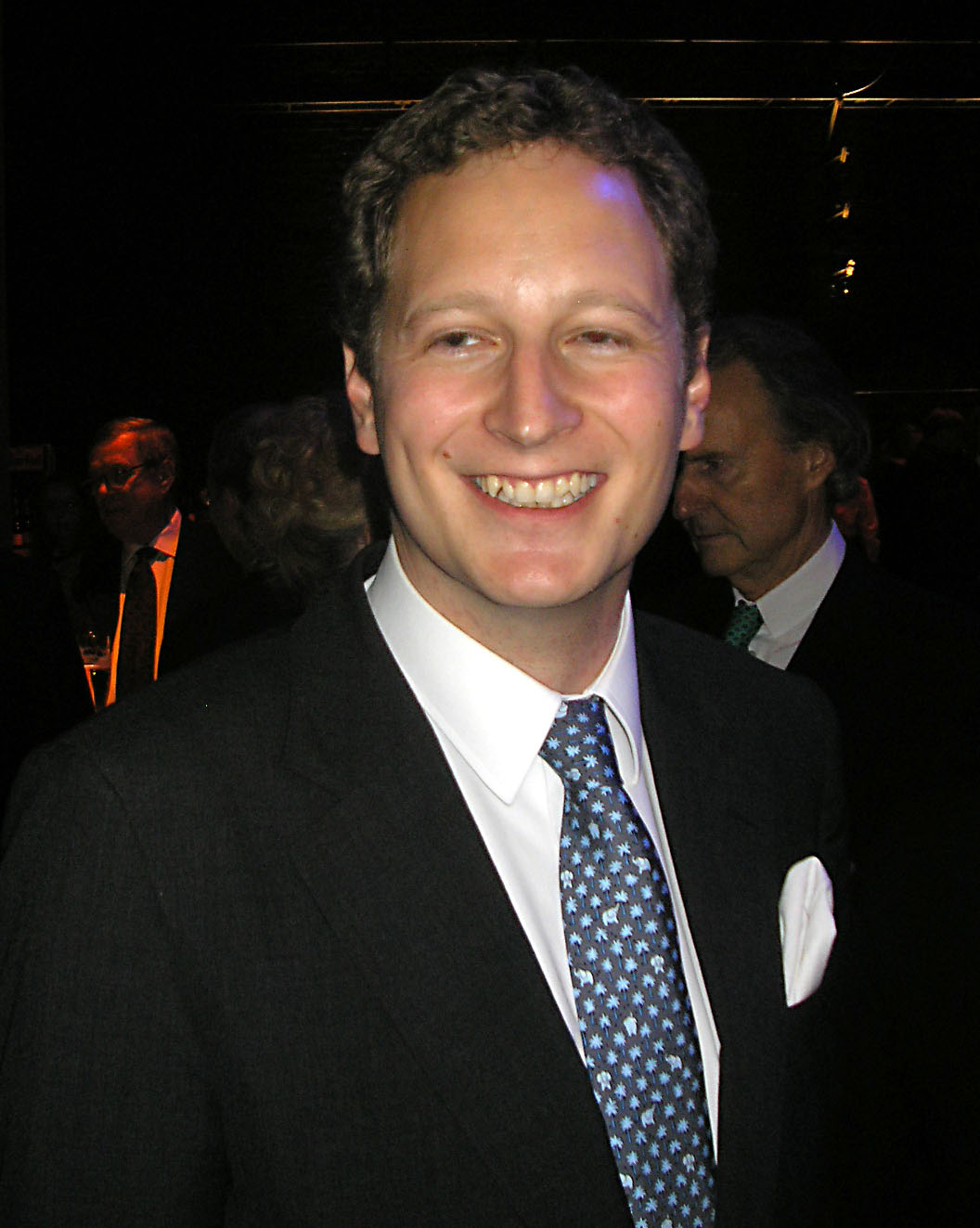
Príncipe Jorge Frederico da Prússia, considerado legítimo herdeiro do trono do Império Alemão e do Reino da Prússia

As regras para a seleção dos monarcas variam de país para país. Em países cuja forma de governo é a monarquia constitucional as regras de sucessão são geralmente consubstanciadas em uma lei aprovada por um órgão de representação, como um Parlamento.
Numa monarquia eletiva, os monarcas são eleitos ou nomeados por algum corpo (um colégio eleitoral) de forma vitalícia. Por exemplo, Pepino, o Breve (pai de Carlos Magno) foi eleito Rei dos Francos por uma assembleia de líderes francos; Estanislau II da Polônia foi eleito rei, assim como Frederico I da Dinamarca e Noruega. Os Povos germânicos tinham monarquias eletivas, e os imperadores do Sacro Império Romano-Germânico eram eleitos por príncipes-eleitores, embora muitas vezes estas votações fossem apenas uma mera confirmação da regra de hereditariedade. Existem atualmente sete monarquias eletivas: Andorra, Camboja, Emirados Árabes Unidos, Kuwait, Malásia, Essuatíni e Vaticano. O Papado existe há quase dois milénios.
Numa monarquia hereditária, a posição de monarca é herdada por um parente, de acordo com os costumes e as regras de ordem de sucessão, na qual usualmente se traça uma linha desde a família real até uma dinastia histórica pelo parentesco consanguíneo. No caso Português, o pretendente ao trono, D. Duarte Pio de Bragança, pertence à última dinastia reinante, Dinastia de Bragança, e tem ligações genealógicas com o primeiro rei de Portugal, D. Afonso I. No Brasil, caso seja restaurado o sistema monárquico de governo, o Imperador a ser coroado deverá ser Dom Bertrand de Orléans e Bragança, ou seus sucessores, por ser o legítimo sucessor direto do último imperador soberano, D. Pedro II.
Às vezes a ordem de sucessão é afetada por regras em matéria de género. A regra de sucessão paterna proíbe, atualmente em poucos casos, sucessores do sexo feminino (tal como o caso do Mónaco), e em alguns sistemas uma mulher só pode herdar quando, pela linha masculina, não há nenhum descendente que remonte a um ancestral comum. Em 1980, a Suécia tornou-se a primeira monarquia a declarar iguais os direitos de primogenitura, o que significa que o filho mais velho do monarca, independentemente do sexo, ascende ao trono. Outros reinos (tais como os Países Baixos, em 1983, Noruega, em 1990, e Bélgica em 1991) têm seguido este exemplo. Às vezes a crença religiosa afeta a sucessão. Como exemplo, desde a Lei de Compensação de 1701, todos os católicos romanos são inelegíveis para ser o monarca britânico e são ignorados na ordem de sucessão.
A primogenitura, em que o filho mais velho do monarca é primeiro na linha de se tornar monarca, é o sistema mais comum. No caso de ausência de filhos, o membro mais próximo na linha colateral (por exemplo, um irmão mais novo) torna-se monarca. Outros sistemas incluem tanistry, que é semieletivo e se baseia no mérito e na Lei sálica. Em casos complexos, especialmente durante a Idade Média, o sistema de primogenitura entrou em conflito com o princípio de proximidade sanguínea e os resultados foram idiossincráticos. Em algumas monarquias, como a da Arábia Saudita, a sucessão ao trono normalmente passa primeiro para o irmão mais velho do monarca, e, só depois, para os filhos do monarca.
A nomeação, feita pelo atual monarca é um outro sistema, utilizado na Jordânia. Neste sistema, o monarca escolhe o seu próprio sucessor, que pode ou não ser um parente.

## Tipologia
Ao longo da história têm existido diferentes tipos de monarquia.

### Monarquia sagrada ou religiosa
A forma mais antiga que se conhece sagrada ou a religiosa, que encontramos nas culturas primitivas. Neste tipo de monarquia, o rei era considerado como de origem divina e possuía um poder ilimitado. Tal modelo pode encontrar-se em Israel, na Roma Antiga, no Império Asteca e no Antigo Egito.

### Monarquia feudal

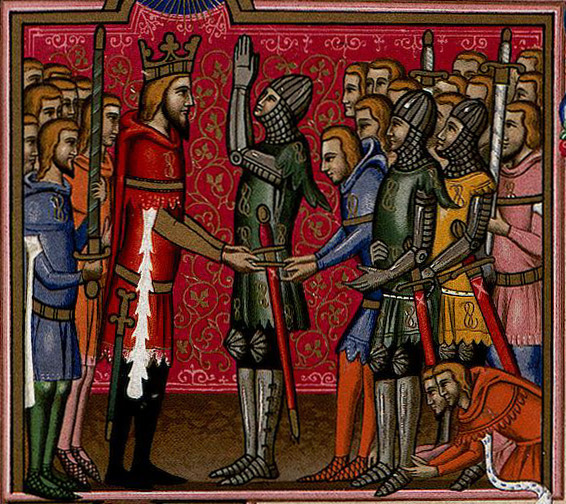
Luís de Tarento e cavaleiros da Ordem do Espírito Santo

A partir da Idade Média, o regime monárquico espalhou-se por toda a Europa, normalmente pela necessidade de um dirigente forte, capaz de formar e comandar exércitos para defender o país. As monarquias feudais europeias eram assim dinásticas, o trono sendo geralmente transmitido ao filho mais velho ou ao descendente masculino mais próximo. Os soberanos medievais procuravam armas e soldados com os senhores feudais, e não se mantinham no poder que graça à fidelidade da nobreza. Assim, na monarquia feudal, apresenta-se a característica de uma limitação do poder do monarca, segundo a própria estrutura feudal do reino. O poder era entregue ao rei, com o acordo dos senhores feudais, e estava dependente da colaboração destes, sendo estabelecido segundo regras bem definidas e mútuas. O rei possuía um poder efetivo concedido pelos seus iguais, conservando estes um poder da mesma ordem nos seus domínios. Este tipo de monarquia caracterizou, com algumas variantes, a França dos séculos X ao XIV, o Japão dos séculos XV ao XVIII, a China da dinastia Ming, etc.

### Monarquia absoluta

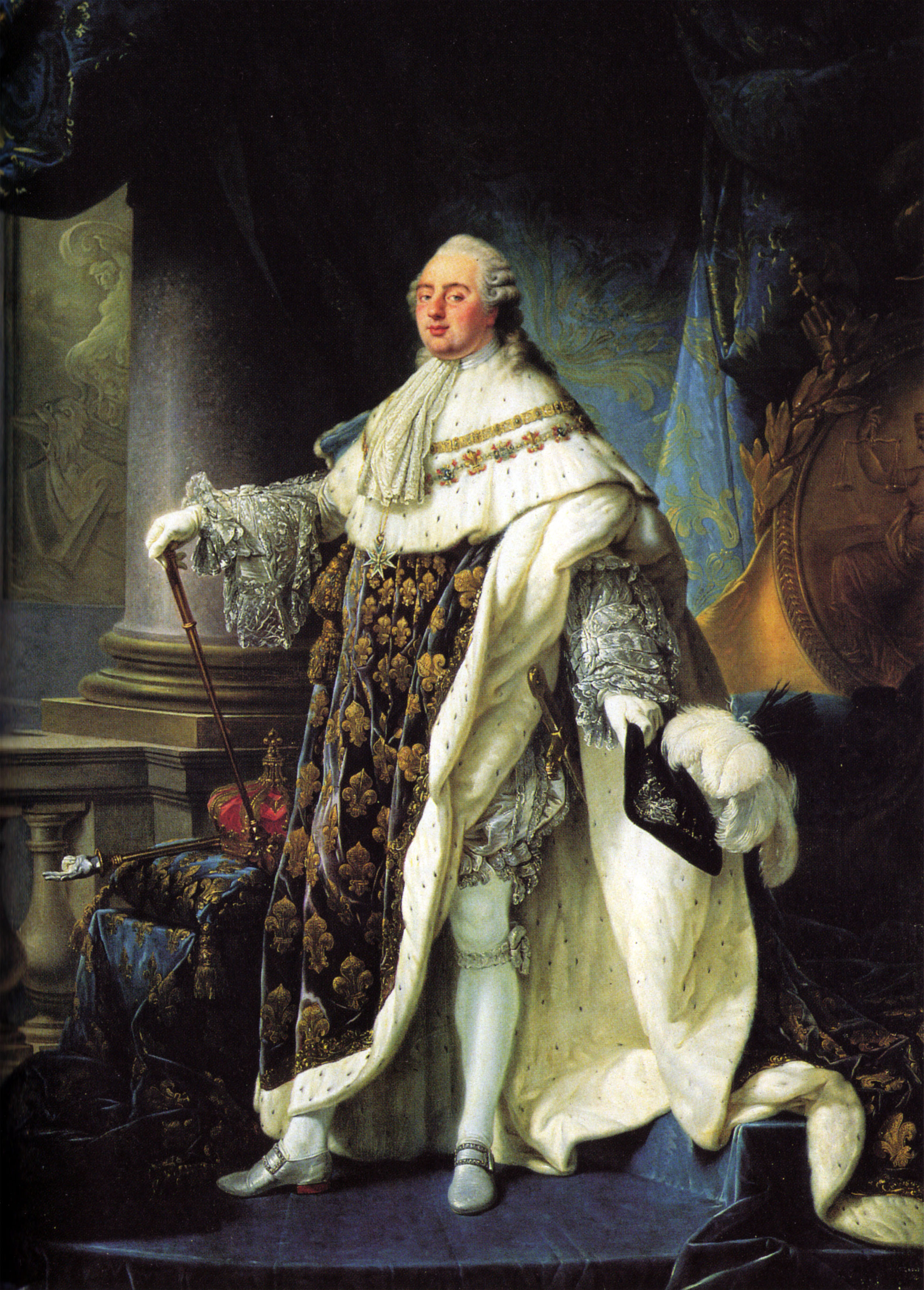
Luís XVI de França, último Rei de França antes da Revolução Francesa

A monarquia absoluta foi estabelecida em face das dificuldades de responsabilização dos grandes senhores feudais que condicionavam excessivamente o seu apoio ao rei. A monarquia absoluta é, por essência, centralizadora.
O absolutismo moderno começou a desenvolver-se com o nascimento dos Estados-nação no século XVI, a fim de estabilizar o poder real em reação ao feudalismo. Com o declínio do feudalismo, o poder é centralizado nas mãos dos soberanos. Estes dirigentes são apoiados por uma crescente classe média, ou burguesia, que beneficia de um governo central forte, capaz de manter a ordem e criar um clima propício para o florescimento do comércio.
Neste tipo de monarquia, o rei era o chefe supremo da nação, exercendo o Poder Executivo e Legislativo. Era o principal responsável pelo destino do povo.
O absolutismo, como sistema político, implica todos os poderes detidos por um monarca e distingue-se de outras monarquias pelo facto de que o poder encontrar a sua justificação essencial nele mesmo.
A monarquia absoluta designa os regimes em que o monarca exerce um poder sobre os seus súbditos, só limitado pelo direito natural, mas que, para além disso, iguala a sua vontade à lei e impõe sobre os seus domínios um poder em que o monarca figura como o responsável final ou exclusivo. Assim, o rei governa só, mas deve respeitar os privilégios dos corpos e das ordens que compõem o país, e ele deve tomar conselho.
Foram monarquias absolutas a maior parte dos estados europeus ocidentais, entre os séculos XVI e XVIII, sobretudo em França, Espanha, Áustria, Saboia e Portugal, que se caracterizaram pela inexistência de qualquer outro poder político alternativo, exceto a lei e os costumes, sem prejuízo da identificação da vontade real com a lei.
Luís XIV, rei da França (1643-1715), é o representante arquétipo e a mais perfeita ilustração do absolutismo. A célebre a sua frase “o Estado sou eu”, que reproduz a forma excessiva de governar de certos monarcas absolutistas desse tempo como ele.
O princípio da relação entre o monarca e Deus (o rei como representação de Deus na Terra) dava ao monarca regras morais e de direito natural que não pode transgredir. No caso de Portugal, o essencial era garantir que o rei pudesse ser a última voz que resolvesse quaisquer diferendos internos.

### Despotismo esclarecido do século XVIII
Ainda durante o século XVIII, a monarquia absoluta mudou de carácter, foram tentadas reformas no sentido de introduzir novos organismos necessários ("despotismo esclarecido"). Nesse modelo de monarquia, o monarca continua sendo um representante do absolutismo ao partilhar a exaltação do estado em seu modo centralizador de governar, porém era animada pelos ideais de progresso, reforma e filantropia do Iluminismo, mas, por outro, não eram aceitas todas as ideias do Iluminismo. O argumento para legitimar o poder dos déspotas esclarecidos não era uniforme. Grande parte deles legitimou o seu poder com base na teoria do contrato social de Thomas Hobbes, na qual se falava sobre a necessidade de um soberano se sobrepor a outras pessoas para assegurar a ordem e evitar a guerra de todos contra todos. Também legitimaram o seu poder com o argumento de que governam por saberem fazê-lo e que, consequentemente, têm que assegurar o progresso de seus povos – de acordo com o novo ethos das Luzes. Frederico II da Prússia, Gustavo III da Suécia, Maria Teresa da Áustria, e o Marquês de Pombal, ministro do rei D. José I de Portugal, são alguns dos expoentes máximos do 'despotismo esclarecido' desenvolvido no século XVIII.
A monarquia absoluta ocidental tinha fortes limites. Por um lado obedecia às leis fundamentais do reino (sucessão masculina, leis regionais, legitimidade, princípios de regência, etc.). Em Espanha, a monarquia absoluta nasceu com os reis católicos, os quais conseguiram a unidade religiosa e territorial. Em Portugal, a tendência para este sistema já era sensível no reinado de D. João I e tomou forma definitiva com D. João II. O seu sucessor, D. Manuel I, proveu-a de instrumentos burocráticos necessários para o seu exercício concreto.
Uma série de revoluções, iniciadas com a Revolução Gloriosa, levaram progressivamente os monarcas da Europa a ceder seus poderes a regimes parlamentares. Na Inglaterra, e depois em França, o princípio de um rei que governa só, é questionado pelos parlamentos, composto dessa burguesia que pretende, não somente ser consultada, mas tomar o lugar de classe dominante dos nobres e governar.

### Monarquia parlamentarista

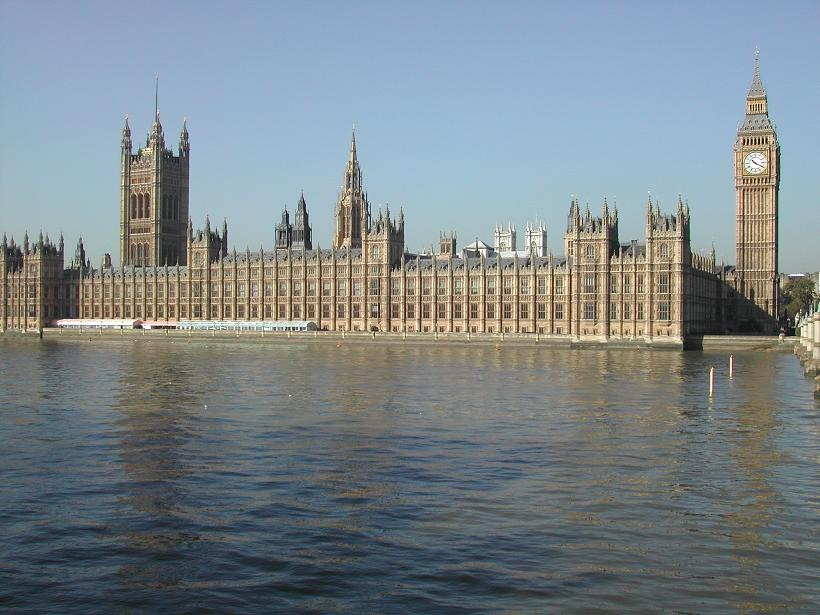
Palácio de Westminster, sede do Parlamento Inglês

A monarquia parlamentar é uma das formas de governo existente nos países ocidentais atuais, na que o Rei exerce a função de Chefe de Estado sob o controle do Poder Legislativo (Parlamento) e do Poder Executivo (Governo), isto é, o Rei reina, mas não governa. As normas e decisões emanadas do Parlamento regulam não só o funcionamento do Estado mas também a atuação e funções do próprio Rei.

### Monarquia constitucional
Embora o Japão seja uma monarquia constitucional e esta seja a monarquia mais antiga do mundo, apenas surgiu na Europa nos finais do século XVII, com a Revolução Gloriosa inglesa, em 1688.
Na monarquia constitucional, também conhecida por monarquia parlamentar, existe um Parlamento (eleito pelo povo) que exerce o Poder Legislativo. Não tendo papel legislativo, exercício da autoridade do rei está em garantir o normal funcionamento das instituições do Estado. O monarca personifica a autoridade do Estado. Como chefe do Governo é eleito um primeiro-ministro cujas acções são fiscalizadas por um parlamento.
Aqui a sucessão monárquica pode estar regulamentada pela legislação estatal ou por preceitos de ordem familiar. Desde meados do século XIX, a monarquia constitucional apresenta frequentemente uma forma democrática de estado, com as regras constitucionais daí decorrentes. A sucessão pode ser eletiva ou hereditária, conforme os países ou épocas.
A monarquia inglesa, desde o século XVII, adotou este tipo de monarquia, tornando-se na mais antiga democracia do mundo e servindo de modelo a todas as democracias atuais (sejam elas monárquicas ou republicanas). A Constituição deve emanar da nação e estabelecer as regras do governo. O parlamento, e especialmente a Câmara dos Comuns que representa a nação, personifica o direito face ao monarca. As monarquias francesas de 1790 a 1792 e, em seguida, a partir de 1815 a 1848, baseiam-se neste princípio. Nestas formas de monarquia, ao passo que o sistema parlamentar se desenvolve gradualmente, a soberania passa do rei para a nação.
No Reino de Portugal, a monarquia constitucional foi adotada no reinado de D. João VI, que aceitou a Constituição portuguesa de 1822. No ano seguinte, no entanto, D. João VI suspende a sua vigência e nomeia uma comissão encarregue de elaborar um novo texto constitucional. Após o assassínio de D. João VI, em março de 1826, D. Pedro IV outorga a Constituição portuguesa de 1826/Carta Constitucional de 1826, que vem a ser suspensa por D. Miguel I, aclamado rei em Cortes reunidas, segundo as regras tradicionais. A Carta Constitucional de D. Pedro veio a ser reposta no final da guerra civil (1828-1834), vencida pelos liberais contra os absolutistas. Uma revolução, em Setembro 1836, derruba a Carta e reinstala provisoriamente a Constituição de 1822, em vigor até à aprovação de nova Constituição, em 1838. Em 1842, um golpe de Estado põe fim à vigência da Constituição de 1838, reimplantando a Carta Constitucional de 1826, que será o texto constitucional da monarquia até ao golpe de Estado que impõe a República, em 1910.
No Brasil, dois anos após a declaração de independência em relação ao Império Português, D. Pedro I outorgou, em 1824, a primeira Constituição Brasileira, que lhe deu amplos poderes. Esta manteve-se em vigor até à proclamação da República em 1889.
Na Europa, após a Primeira Guerra Mundial foram derrubadas as monarquias do Império Russo, por causa da Revolução Russa de 1917; O Império Alemão, encerrado após a derrota na Grande Guerra, em um golpe de caráter comunista que obrigou a abdicação do cáiser Guilherme II, formando a tão criticada República de Weimar e a do Império Austro-Húngaro, após um desmantelamento sumário de seus territórios pelos membros da Entente, na qual o Imperador Carlos I nada pode fazer, além de fugir enquanto se formava o novo estado da República da Áustria Alemã. Atualmente existem monarquias constitucionais no Reino Unido, Países Baixos, Suécia, Dinamarca, Noruega, Espanha, Mónaco, Liechtenstein, Luxemburgo, e Bélgica, todas constitucionais.

### Monarquia popular
A monarquia popular é uma forma de governo cuja governança do Estado está sob a responsabilidade do Monarca, que geralmente detém o título de Rei, através de um mandato popular.

### Monarquia eletiva
A monarquia eletiva é a forma de governo na qual o monarca desempenha o seu cargo por toda a vida e o seu sucessor é eleito por um conselho através de votação.
Este sistema de sucessão foi praticado durante a Idade Média, representando uma evolução do modelo germânico. Na monarquia visigótica encontramos exemplos disso.
O rei era eleito por um conselho composto pelos príncipes ou grandes responsáveis eleitores. Depois da escolha, o novo monarca devia jurar as capitulações governativas, que continham as condições impostas pelo conselho eleitoral para o monarca exercer o poder.
Este sistema ainda vigora atualmente em alguns estados, como, por exemplo, no Vaticano, onde o Colégio de Cardeais escolhe um novo papa e vitalício.

### Monarquia federal
Uma monarquia federal é uma federação de estados com um único monarca como Chefe Geral da Federação, mas pode reter diferentes monarcas ou um sistema não-monárquico de governo, nos vários estados que aderiram à federação.

### Monarquia hereditária
A monarquia hereditária é a forma monárquica pela qual o soberano é estabelecido por sucessão hereditária. A ordem sucessória tanto pode apoiar-se no regime familiar da casa reinante (por exemplo, a dinastia de Avis, Hohenzollern, Hanôver, etc.), como na lei do reino (Espanha ou Reino Unido). Atualmente a maioria das monarquias modernas são hereditárias.